# امتحان القبول المشترك - المستوى المتقدم
امتحان القبول المشترك - المتقدم (JEE-Advanced)، المعروف سابقًا باسم المعاهد الهندية للتكنولوجيا - امتحان القبول المشترك (IIT-JEE)، هو امتحان أكاديمي يُعقد سنويًا في الهند. يتم إجراؤها من قبل واحدة من سبع مناطق IITs (IIT Roorkee و IIT Kharagpur و IIT Delhi و IIT Kanpur و IIT Bombay و IIT Madras و IIT Dharwad) بتوجيه من مجلس القبول المشترك (JAB). إنه الشرط الأساسي الوحيد للقبول في المعاهد الهندية للتكنولوجيا. تستخدم جامعات أخرى مثل معهد راجيف غاندي لتكنولوجيا البترول والمعهد الهندي لتعليم العلوم والبحوث (IISERs) والمعهد الهندي للعلوم أيضًا الدرجة التي تم الحصول عليها في امتحان JEE-Advanced كأساس للقبول. ويتم تنظيم هذا الفحص سنويا من قبل أحد أنابيب تكثيف الصور، على ذهاب وإياب نمط دوران. لديها معدل تأهيل منخفض للغاية (حوالي 9,369 في 479,651 في عام 2012 ؛ ~ 1.95٪)  كان معدل التأهيل لـ JEE-Advanced في عام 2017 حوالي 0.92٪ (حوالي 11,000 من 1,200,000 الذين تقدموا بطلب للحصول على JEE Main).
في عام 2013، تمت إعادة تسمية الفحص المسمى IIT-JEE إلى JEE (متقدم)، وتم تغيير اسم AIEEE إلى JEE (الرئيسي). من عام 2017، بدأت IIT في إجراء JEE دوليًا للسماح بقبول الطلاب الأجانب.

## تاريخ الامتحان
بدأ أول معهد IIT، المعهد الهندي للتكنولوجيا في خراجبور، في عام 1951. في سنواتها الأولى (1951-1954)، تم قبول الطلاب بناءً على نتائجهم الأكاديمية، تليها مقابلة في عدة مواقع في جميع أنحاء البلاد. من 1955-1959، تم إجراء القبول في المعهد الهندي للتكنولوجيا Kharagpur من خلال امتحان وطني. تم تخصيص التخصصات الأكاديمية للطلاب من خلال المقابلات وجلسات الإرشاد التي عقدت في خراجبور.[بحاجة لمصدر]
تم إجراء IIT-JEE، الذي كان يُطلق عليه في البداية امتحان القبول المشترك (CEE)، لأول مرة في عام 1961، بالتزامن مع قانون IIT لعام 1961.
في عام 1978، لم يتم النظر في ورقة اللغة الإنجليزية عند تصنيف أداء المشاركين في الامتحان. في عام 1998، توقيف اختبار اللغة الإنجليزية.
في عام 1997، تم إجراء امتحان IIT-JEE مرتين بعد تسريب ورقة الأسئلة في بعض الأماكن.
بين عامي 2000 و 2005، تم استخدام اختبار فحص إضافي جنبًا إلى جنب مع الامتحان الرئيسي، بهدف تقليل الضغط على الامتحان الرئيسي من خلال السماح فقط لحوالي 20000 من كبار المرشحين بالظهور للامتحان، من بين أكثر من 450.000 متقدم.
من عام 2002، تم تقديم اختبار إضافي يسمى AIEEE، وتم استخدامه للقبول في مؤسسات أخرى غير IIT. في عام 2012، تم تغيير AIEEE إلى JEE (رئيسي)، وتمت إعادة تسمية IIT-JEE باسم JEE (متقدم)؛ أصبح JEE (الرئيسي) امتحان فحص لـ JEE (متقدم).
منذ يونيو 2005، قادت صحيفة The Hindu حملة لإصلاح IIT-JEE للقضاء على «هوس التدريب» وتحسين التنوع بين الجنسين والتنوع الاجتماعي والاقتصادي. تم اقتراح حلين محتملين - إما التقارب بين اختبار الفحص وامتحان القبول الهندسي لعموم الهند (AIEEE)، أو فحص من مستويين. في حين يمكن استخدام الرتب من المستوى الأول للحصول على القبول في NIT وكليات الهندسة الأخرى في الدولة.
في سبتمبر 2005، أعلنت مجموعة مديري جميع IITs عن مراجعات كبيرة للامتحان. تم تنفيذ هذه من عام 2006 فصاعدا. تألف الفحص المنقح من اختبار موضوعي واحد، ليحل محل نظام الاختبارين السابقين. في الامتحان المنقح، ليكون مؤهلاً للامتحان الرئيسي، كان على المرشحين في الفئة العامة الحصول على ما لا يقل عن 60 ٪ من العلامات الإجمالية في امتحانات الصف الثاني عشر التي تنظمها المجالس التعليمية المختلفة في الهند، بينما ينتمي المرشحون إلى الطائفة المجدولة (SC) احتاجت فئات القبيلة المجدولة (ST) والأشخاص ذوو الإعاقة (PwD) إلى درجة لا تقل عن 55٪.
منذ عام 2006، تم إلغاء امتحان الفحص مع إدخال اختبار الاختيار من متعدد ذي المرحلة الواحدة والذي بدأ في عام 2006. في عام 2008، اقترح مدير وعميد IIT Madras مزيدًا من التنقيحات على الامتحان، بحجة أن معاهد التدريب «تمكن العديد من الطلاب الأقل من الأفضل من اجتياز الاختبار ومنع الفتيات من التأهل». وأعربوا عن قلقهم من أن النظام الحالي لا يسمح للمتقدمين 12 عاما من التعليم ليكون لها تأثير على القبول في IIT.
في عام 2008، بدأت المعاهد الهندية للتكنولوجيا في تقديم اختبارات القبول في دبي. يتراوح عدد المرشحين للامتحان في دبي سنويًا بين 200 و 220.
قد يصبح الإصلاح ذو المستويين المقترح في عام 2005 حقيقة واقعة حيث أعلنت الحكومة الهندية عن خطط لامتحان دخول واحد لجميع كليات الهندسة اعتبارًا من عام 2018، حيث يتعين على الطلاب الطامحين في IIT اجتياز اختبار القبول القياسي على مستوى البلاد (JEE-Main) مع درجات عالية ثم أخذ JEE-Advanced للتأهل إلى IITs. في عام 2018، بدأ اختبار JEE (متقدم) عبر الإنترنت.

## أهلية التقدم للامتحان
معايير الأهلية لإجراء اختبار JEE (متقدم) هي:
- يجب أن يكون المرشحون من بين أفضل المرشحين في الورقة 1 من JEE (رئيسي)، مقسمة حسب الفئة. على سبيل المثال، بالنسبة لـ JEE (Advanced) 2019، كان أفضل 250.000 مؤهلاً، لكن 46.5٪ فقط منهم كانوا متاحين للجميع، والباقي محجوز لفئات خاصة.
- يجب أن يكون عمر المرشحين أقل من 25 عامًا، مع فترة استرخاء لمدة خمس سنوات لمرشحي SC و ST و PwD.
- يمكن للمرشحين محاولة الاختبار مرتين على الأكثر في عامين متتاليين.
- يجب أن يكون المرشحون قد تأهلوا لامتحان مجلس الفصل الثاني عشر (أو ما يعادله) في العام السابق.
- يجب ألا يقبل المرشحون القبول في أي من IIT في وقت سابق.

بالإضافة إلى ذلك، يتعين على المرشحين إما أن يكونوا ضمن أعلى 20 في المائة من المرشحين الناجحين في الفئة الثانية عشرة من امتحان مجلس الفصل الثاني عشر أو أن يحصلوا على علامة 75 ٪ (65 ٪ لـ SC (الطبقات المجدولة)، ST (القبائل المجدولة) و PwD (أشخاص ذوي الإعاقة)).

## المعهد المنظم
توضح هذه القائمة منظمي JEE (متقدم) في السنوات الأخيرة.
| عام  | منظم            |
| ---- | --------------- |
| 2006 | IIT Kharagpur   |
| 2007 | آي آي تي بومباي |
| 2008 | IIT Roorkee     |
| 2009 | IIT جواهاتي     |
| 2010 | IIT مدراس       |
| 2011 | IIT كانبور      |
| 2012 | IIT دلهي        |
| 2013 | IIT دلهي        |
| 2014 | IIT Kharagpur   |
| 2015 | آي آي تي بومباي |
| 2016 | IIT جواهاتي     |
| 2017 | IIT مدراس       |
| 2018 | IIT كانبور      |
| 2019 | IIT Roorkee     |
| 2020 | IIT دلهي        |
| 2021 | IIT Kharagpur   |

## المقاعد
زاد عدد الطلاب الذين يخضعون للامتحان بشكل كبير كل عام مع تسجيل أكثر من 485000 مرشح في JEE (متقدم) 2011 (بزيادة قدرها 30000 طالب (6.5٪) عن عام 2010 ). ومع ذلك، مع هيكل JEE (الرئيسي) + JEE (متقدم) ذي المرحلتين، فإن عدد المرشحين في JEE (متقدم) ثابت عند حوالي 1.5 إلى 2 كهس. يتم تلخيص إجمالي المقاعد المتاحة في كل معهد (مصفوفة المقاعد) في الجدول أدناه، حسب السنة.
في عام 2011، تم تقديم دورات إضافية في IITs. بدأ معهد IIT Tirupati و IIT Palakkad في عام 2015 وافتتحت أربعة معاهد أخرى (IIT Bhilai و IIT Dharwad و IIT Goa و IIT Jammu) في عام 2016. في عام 2018، لضمان الحد الأدنى من التحاق الإناث بنسبة 14٪، أدخلت المعاهد المتكاملة للتكنولوجيا مقاعد «للإناث فقط» و «محايدة جنسانيًا» استنادًا إلى إحصاءات التسجيل لعام 2017؛ وخصصت مقاعد «فائقة العدد» لكل معهد وكل دورة للوصول إلى هدف 14٪. مع هذه الزيادات الطفيفة في المقاعد بشكل عام، كان إجمالي المقاعد المتوفرة أكثر من 12000 مقعدًا، بما في ذلك 801 مقعدًا «عددًا فائقًا للإناث فقط». بالنسبة لعام 2019، مع النشر الجزئي لحصة EWS بنسبة 10٪ (بدون تخفيض في المقاعد غير المحجوزة) وزيادة هدف التحاق الإناث إلى 17٪ ، ارتفع إجمالي المقاعد المتاحة إلى أكثر من 13500، مع أكثر من 1200 عدد المقاعد المخصصة للإناث فقط. في عام 2020، مع التطبيق الكامل لحصة EWS البالغة 10٪ وهدف التحاق الإناث بنسبة 20٪ ، زاد إجمالي المقاعد المتاحة إلى 16053، مع أكثر من 1500 مقعدًا حصريًا للإناث فقط.

## انتقاد الامتحان
في عام 2012، انتقد مؤسس Super 30 وعالم الرياضيات أناند كومار قواعد القبول الجديدة، قائلاً إن قرار مجلس IIT لمنح فرصة للطلاب في أعلى 20٪ من المجالس المختلفة في امتحانات الصف 12 كان «قرارًا متسرعًا». وأضاف «هذا قرار سيتعارض مع الفقراء الذين ليس لديهم فرصة للدراسة في مدارس النخبة».
يتم إجراء JEE باللغتين الإنجليزية والهندية فقط؛ لقد تم انتقادها على أنها أصعب بالنسبة للطلاب حيث تكون اللغات الإقليمية، مثل التاميل والتيلوجو والكانادا والأوردو والأورييا والبنغالية والماراثية والآسامية والغوجاراتية، أكثر بروزًا. في سبتمبر 2011، تصرفت محكمة غوجارات العليا في دعوى قضائية للمصلحة العامة من قبل Gujarati Sahitya Parishad ، وطالبت بإجراء الفحوصات في Gujarati أيضًا. تم تقديم التماس ثانٍ في أكتوبر من قبل ساياجي فايبهاف سارفاجانيك بوستاكالايا ترست من نافساري. تم تقديم التماس آخر في محكمة مدراس العليا لإجراء الامتحان في التاميل. وزُعم في الالتماس أن عدم إجراء الامتحان باللغات الإقليمية ينتهك المادة 14 من دستور الهند. عقد PMK ، وهو حزب سياسي في ولاية تاميل نادو، مظاهرة في تشيناي لإجراء IIT-JEE وامتحانات القبول الوطنية الأخرى باللغات الإقليمية أيضًا، ولا سيما التاميل في تاميل نادو.
رفع حزب باتالي ماكال كاتشي دعوى قضائية للمصلحة العامة في محكمة مدراس العليا لإجراء امتحان القبول IIT JEE في التاميل. زعموا أنه في كل عام كان 763000 طالبًا يكملون الصف الثاني عشر في تاميل نادو، 75 ٪ منهم من تاميل ميديوم. كان عليهم اجتياز امتحان القبول باللغة الإنجليزية أو الهندية، ولم يكن أي منهما وسيلة تعليمهم أو لغتهم الأم، وبالتالي حرموا من حقهم الأساسي في اجتياز امتحان القبول بلغة مألوفة لديهم. حث شيف سينا وزارة الموارد البشرية والتنمية البشرية على إجراء امتحانات IITJEE وغيرها من امتحانات القبول الجامعية الوطنية باللغات الإقليمية، وخاصة اللغة الماراثية في ولاية ماهاراشترا. في عام 2017، أمرت المحكمة العليا JAB بوضع حظر على عملية الاستشارة الجارية. كانت هناك ثلاثة أسئلة تضم ما مجموعه 11 علامة غير واضحة.

## التغييرات التي تم إجراؤها في JEE (المستوى المتقدم) في 2018
تم إجراء العديد من التغييرات على الامتحان في عام 2018. قرر مجلس القبول المشترك (JAB) إجراء الاختبار الكامل عبر الإنترنت اعتبارًا من 2018، على أمل تقليل فرص تسرب الورق وتسهيل الخدمات اللوجستية والتقييم. وقالت إن الامتحان عبر الإنترنت سيبطل مشكلة الطباعة الخاطئة.

## التدريب
يبدأ التحضير لامتحان الدخول المشترك عادةً قبل عامين من أداء الطلاب للاختبار. 90 ٪ من الطلاب الذين اجتازوا هذا الاختبار حضروا معاهد التدريب، التي أنشأت صناعة بقيمة 232.61 مليار دولار مع رسوم دراسية سنوية تصل إلى ₹ 1,17,338. تضمنت هذه الأكاديميات اختبارات عدة مرات في الأسبوع، تصل إلى 200 طالب في الفصل الواحد، وساعات طويلة، بالإضافة إلى أعمال المدرسة الثانوية العادية. كان هناك المئات من الأكاديميات في جميع أنحاء البلاد، وأشهرها - في كوتا ، راجستان - جذبت ما يقرب من 125000 طالب كل عام. برامج التدريب هي شركات كبرى مدرجة في سوق الأوراق المالية الهندية وتجذب أيضًا عشرات الملايين من الروبيات للاستثمار من شركات الأسهم الخاصة. تم إلقاء اللوم على البيئات عالية الضغط في معاهد التدريب هذه لعدد كبير من حالات الانتحار.

## جدول 2020 المعدل
أكد وزير تنمية الموارد البشرية في الهند، راميش بوخريال، مواعيد 2020 لـ JEE Mains and Advanced. تم إجراء اختبار JEE Main في الفترة من 01 إلى 06 سبتمبر 2020. عقدت ورقة JEE Advanced في 27 سبتمبر.